# Bierburg
Die Bierburg ist eine abgegangene Wallburg bei Echte in Südniedersachsen. Die Wallreste der Höhenburganlage befinden sich auf der Kuppe des 267,5 Meter hohen Bierberges. Vermutlich bestand die Befestigungsanlage, zu der keine urkundliche Überlieferung besteht, während des Frühmittelalters. 

## Beschreibung
Die Reste der Anlage liegen auf der ovalförmigen Bergkuppe des bewaldeten Bierberges, die die Ausmaße von etwa 30 Meter Breite und 100 Meter Länge aufweist. Das Plateau der Bergkuppe ist von Steilhängen umgeben, die einen natürlichen Schutz boten. Unterhalb der Steilhänge verlaufen partiell Bodenerhebungen, die sich als ehemalige Wälle interpretieren lassen. Auf der Plateaufläche ist eine größere Bodenvertiefung vorhanden, die von einer früheren Zisterne oder einem Gebäudekeller stammen könnte. Archäologische Untersuchungen haben bisher nicht stattgefunden.
Die Befestigungsanlage auf dem Bierberg lag an mittelalterlichen Fernwegen. An der Erhebung führte im Westen eine Heerstraße vorbei und im Osten verlief die Heerstraße Northeim - Seesen.

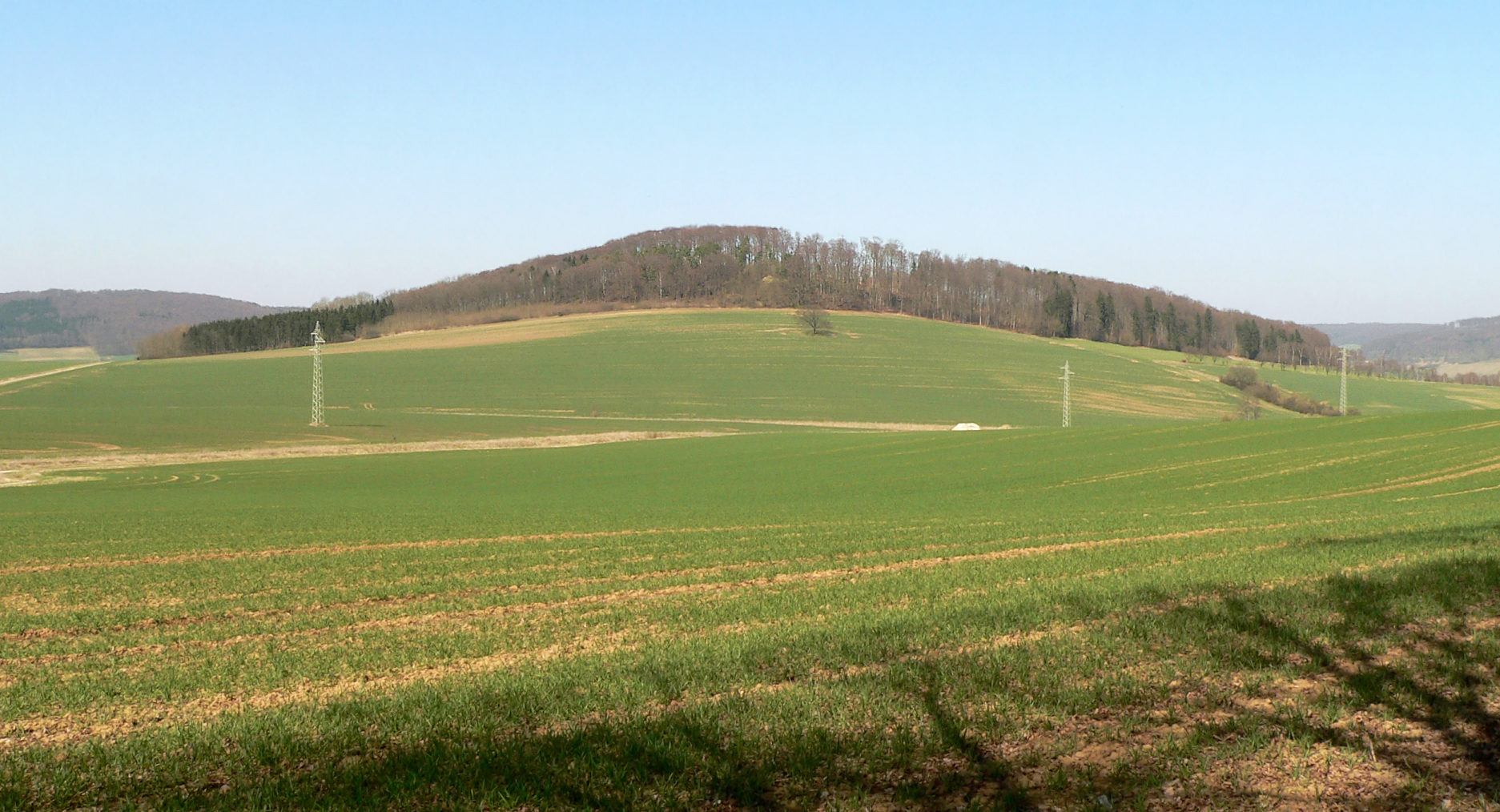
Der Bierberg
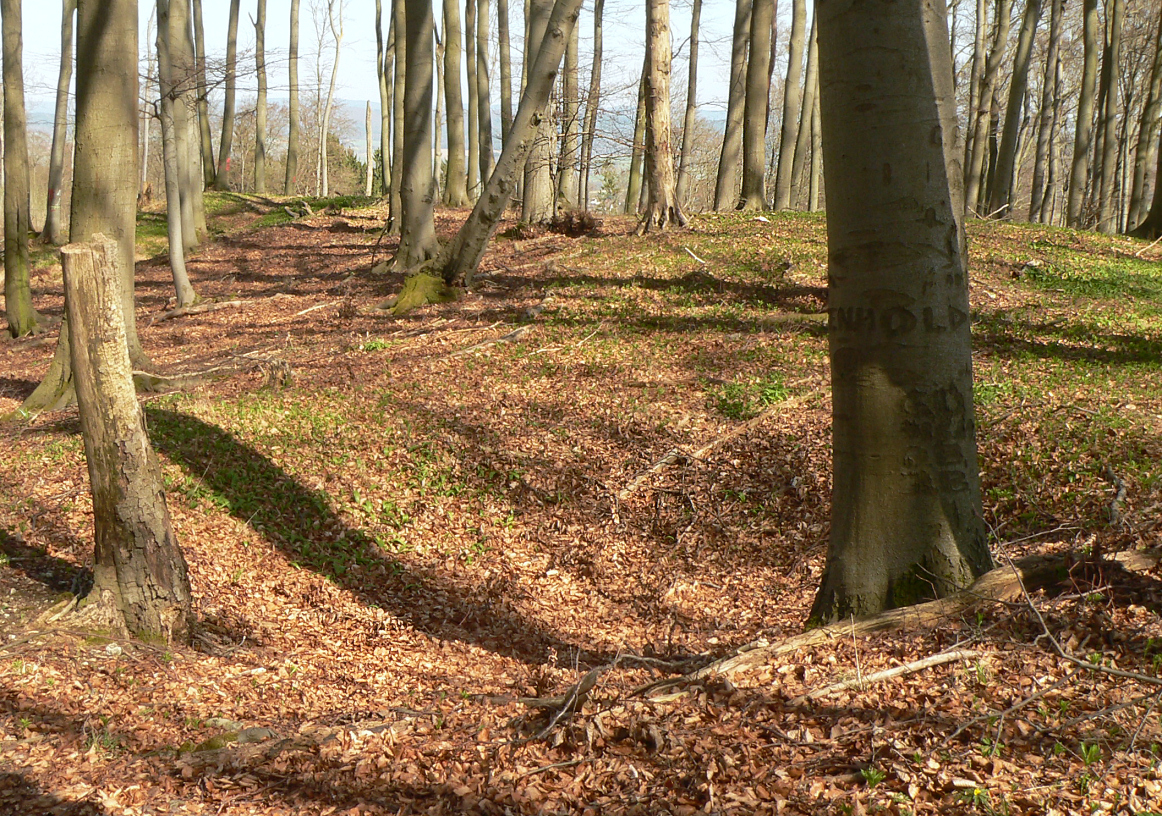
Bodenvertiefung auf dem Plateau der Bergkuppe
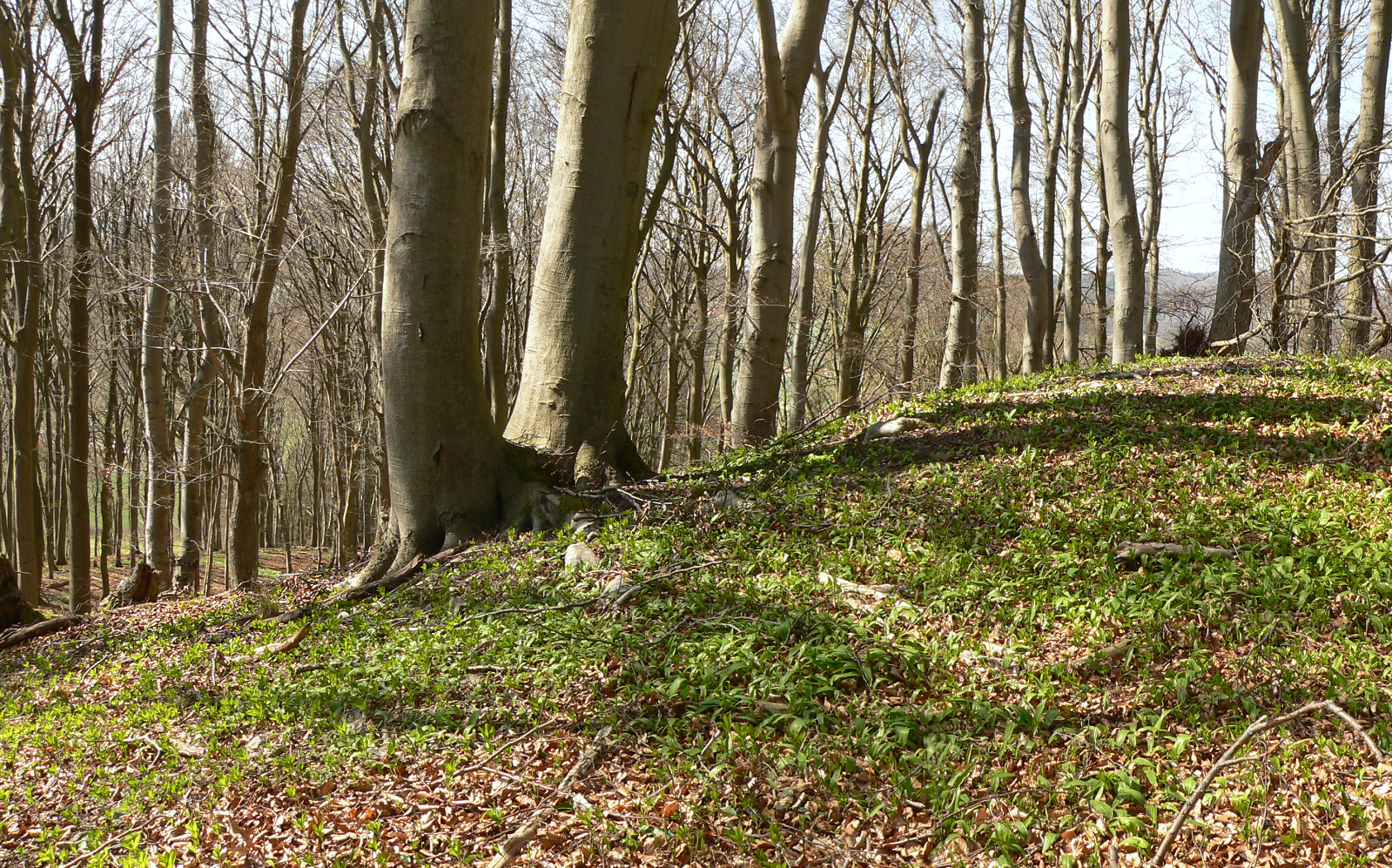
Geländekante am Steilhang
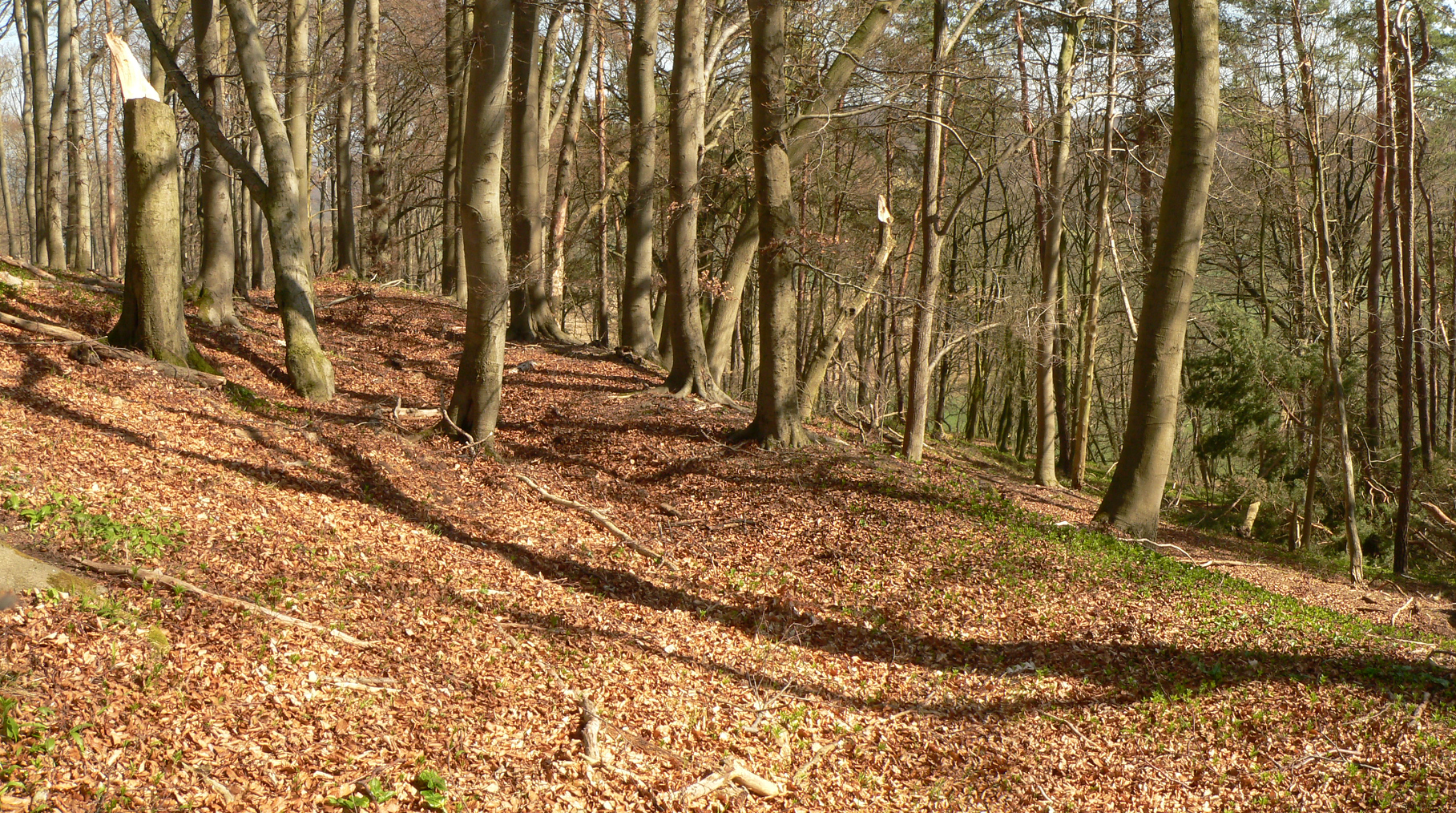
Mögliche Wallreste unterhalb des Steilhangs